# ユーカー
ユーカー（英語: euchre）は、アメリカ合衆国などの英語圏で行われている、トランプを使ったトリックテイキングゲームの一種である。切り札のあるプレイントリックゲームであるが、手札の枚数が5枚と少ないのが特徴である。
ジョーカーはアメリカでこのゲームのためにはじめて導入された。ただし、現在はアメリカではジョーカーを使わないのが主流である。
切り札ではジャックがもっとも強く、次に切り札と同じ色のジャックが強い。この風変わりなルールは日本のナポレオンに影響を及ぼしていると考えられる。

## 歴史
手札が5枚のスピーディーなトリックテイキングゲームは非常に古くから見られる。カードの一部しか使用しないために、運に左右されることが多く、賭博または宴会の余興として行われることが多い。ナップはその典型的な例である。
切り札スートでジャックが強いゲームはヨーロッパには数多く見られるが、切り札と同じ色のジャックが強いのは珍しく、たとえば、A♠とA♣が強いオンブルのようなゲームの影響が考えられる。
アルザス地方で行われていたユッカーシュピール（Juckerspiel）というゲームがユーカーの直接の先祖であると考えられている。アルザス地方では切り札の2枚のジャックのことをバウアー（Bauer）といい、全部のトリックを取ることをマーシュ（marsch）というなど、用語もユーカーと共通している。バウアーとはドイツ語で農民のことを意味する。
おそらくドイツ系移民によってユッカーシュピールが19世紀前半にアメリカ合衆国に伝わり、ユーカーと呼ばれるようになった。「euchre」というギリシャ語風の奇妙な綴りはおそらく「eucharist（聖餐）」に影響されたものであり、ギリシャとは特に関係がない。
一時はアメリカの国民的ゲームとまで言われた。現在は一時の人気は衰えているものの、中西部では今でも盛んに行われているほか、カナダ・イギリス・オーストラリア・ニュージーランドなどでも遊ばれている。

## ルール
ここでは、4人が2人ずつパートナーを組んで行う方法を紹介する。

### 使用するカード
通常のトランプの2から6までを抜いた32枚のカード（ピケ・デック）を使用する。8までを抜いて24枚で行うこともある。
カードの強弱は、切り札以外では、通常のランクにしたがう： A > K > Q > J > 10 > 9 > 8 > 7
切り札ではジャックが一番強い。これをライト・バウアー（right bower）と呼ぶ。次に切り札と同じ色のジャックが強い。これをレフト・バウアー（left bower）と呼ぶ。したがって、たとえば切り札がクラブのとき、強弱は次のようになる。
ライト・バウアー(J♣) > レフト・バウアー(J♠) > A♣ > K♣ > Q♣ > 10♣ > 9♣ > 8♣ > 7♣

### 手札を配る
最初のゲームの前に、カードを引いて、もっとも少ないランクのカードを引いた競技者が最初のディーラーとなる。ディーラーはプレイごとに時計回りに移動する。
ディーラーは自分の左隣からはじめて、時計回りに各人に5枚ずつの手札を配る。
残りは裏返して置き、一番上の1枚をめくる。この1枚をターンアップ（turn-up）と言う。

### 切り札の決定（メーキング）
ディーラーの左隣から時計回りに順に、ターンアップしたカードのスートを切り札として受け入れるか、またはパスする。
だれかが受けいれたら、そこでプレイが開始する。このとき、ディーラーはターンアップを手札の中の不要な1枚と交換することができる。
（ディーラーを含む）全員がパスしたら、ディーラーはターンアップを裏返し、今度はふたたびディーラーの左隣から順に、何を切り札にしたいかを宣言するか、またはパスする。宣言する時、先に表にしたカードのスートを言ってはならない。
今回も全員がパスしたら、その回のプレイは流れる。ディーラーを交代して配りなおす。
だれかが切り札を決めたら、そこでプレイが開始する。切り札を決定した競技者の属するチームをメーカー（makers）と言い、もうひとつのチームをディフェンダー（defenders）と言う。
切り札を決定した競技者は、単独で戦うことを宣言することもできる。この場合、そのパートナーは手札を伏せて、プレイには参加しない。

### プレイ
通常はディーラーの左隣の競技者が初回のトリックをリードする。ただし、メーカーが単独で戦う場合、メーカーの左隣がリードする。プレイは時計回りに進行する。通常のトリックテイキングゲームのルールに従うが、レフト・バウアーが切り札とおなじスートに属することに注意。

### スコア
- メーカー側が3トリックまたは4トリックを取ったら、メーカー側が1点を取る。
- メーカー側が5トリック全部を取ることをマーチ（march）といい、メーカー側が2点を得る。
- メーカー側がパートナーなしに5トリック全部を取ったら、メーカー側が4点を得る。
- ディフェンダー側が3トリック以上を取ることをユーカー（euchre）といい、ディフェンダー側が2点を得る。

Morehead (2001) によると、ディフェンダー側のひとりもパートナーなしに戦うことができ、その場合ディフェンダー側が5トリック全部を取れば4点を得る。

### ゲームの終了
どちらかのチームの得点があらかじめ決められた点数（5点・7点・10点など）に達したらゲームの終了となり、得点の多い側が勝利する。

## バリエーション
ユーカーには多くのバリエーションが存在する。

### ジョーカーを使用する場合
ジョーカーを加えた場合、ジョーカーはライト・バウアーより強い切り札として機能する。このため、ジョーカーは古くはベスト・バウアー（best bower）と呼ばれた。ジョーカーも切り札のスートに属することに注意。
ターンアップがジョーカーだった場合にどうするか、はっきり決まったルールは存在しない。Morehead (2001) によると、つねにハートとして扱うという。
イングランドではジョーカーのかわりに2♠を使う。このカードはベニー（benny）と呼ばれる。

### 2人用ユーカー
各競技者は単独で戦う。2から9までを除いた20枚で行うとよい。

### 3人用ユーカー
カットスロート・ユーカーと呼ばれる。
メーカーは単独で、のこりふたりがチームを組んで戦う。ディフェンダー側が勝ったら、ディフェンダーの各自が1点ずつを得る。

### コール・エース・ユーカー
4人から6人までで遊ぶが、固定したチームは存在しない。メーカーは自分のパートナーとしてあるスートを指定する。そのスートの一番高いランクのカードを持っている競技者がパートナーとなる。したがって、誰かがそのスートのエースを持っている場合を除いて、だれがパートナーであるかは、パートナー本人にもはっきりとはわからない。

### ペパー（ハーゼンプフェファー）
ドイツ語でハーゼンプフェファー（Hasenpfeffer）とはウサギのコショウ煮込みを意味する。
24枚のカードを使い、4人で競技する。パートナーは存在しない。手札は6枚。競技者はそれぞれ自分が何トリック取れるかを1-6の範囲で宣言する。もっとも多い数字を宣言した者がメーカーとなり、切り札のスートを決定する（切り札なしにもできる）。メーカーが最初のトリックをリードする。
メーカーが宣言以上のトリックを取ったら、取ったトリック数が点数になる。宣言未満のトリックしか取れなかったら、メーカーの点数はマイナス6点になる。
ビッグ・ペパー（big pepper）を宣言すると、6つ全部のトリックを取ることを宣言したことになり、かつ得点が倍になる。すなわちメーカーは成功したら12点、失敗したらマイナス12点になる。
ピノクル用の48枚のカードを使って行うダブル・ハーゼンプフェファーというバリエーションもある。